# Hervormde kerk (Bovensmilde)
De Hervormde kerk is een dwarsgeplaatste zaalkerk in neoclassicistische stijl in de Drentse plaats Bovensmilde. In 1995 werd de kerk aangewezen als rijksmonument. 
De kerk werd in 1868-69 gebouwd als Waterstaatskerk. In een gevelsteen wordt het bouwjaar vermeld. In 1902 werd een consistoriekamer aangebouwd aan de achterzijde.  Het gebouw heeft aan de voorzijde een uitgebouwd portaal met een dubbele portaaldeur. Boven de deur een gekoppeld rondboogvenster en een houten dakruiter met een open klokkestoel. Van binnen heeft de kerk een korfboogvormig houten gewelf. Aan de noordzijde een balkon op vier houten kolommen. Aan de westzijde, boven de tochtdeur, een gebrandschilderd raam.

## Orgel

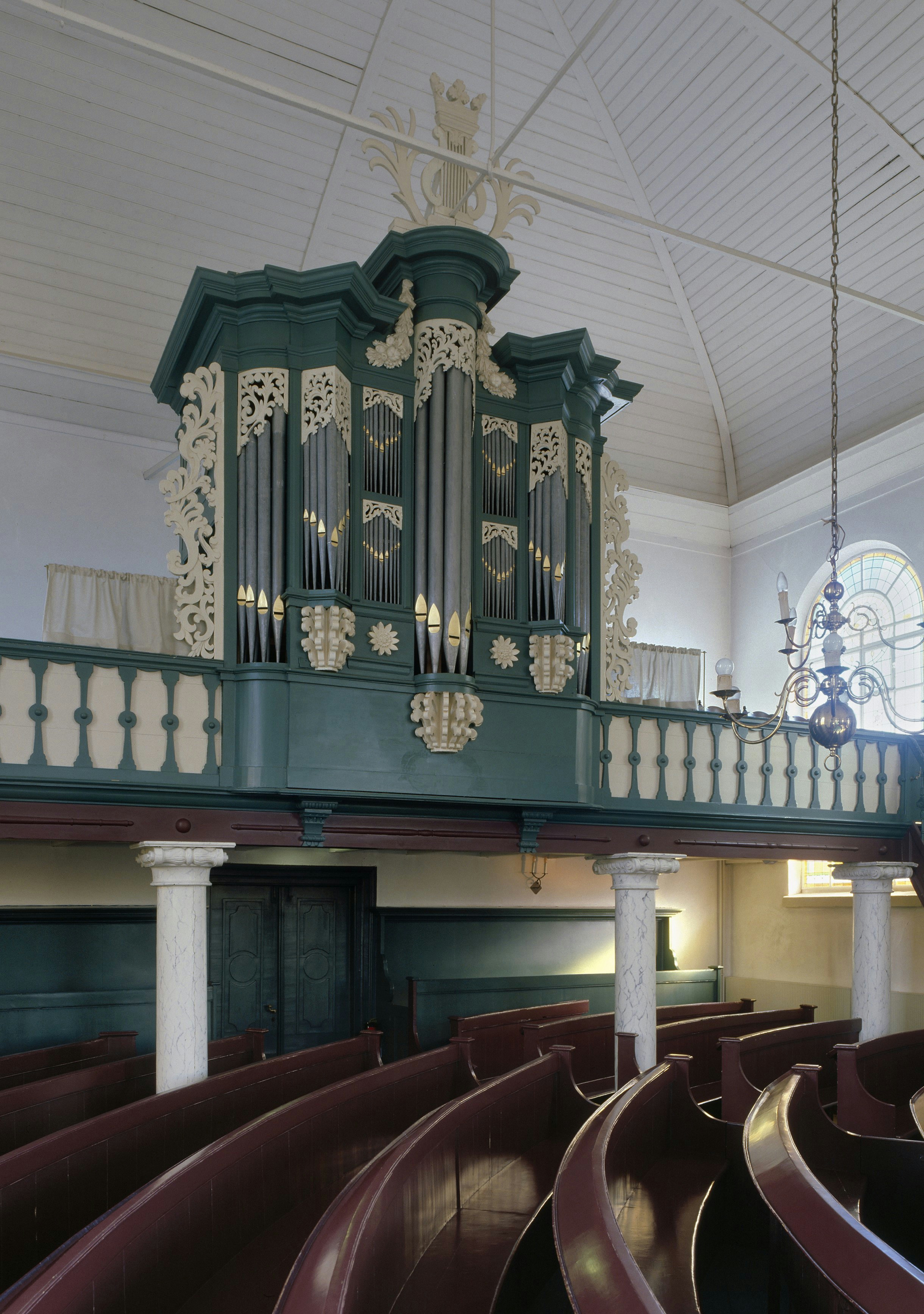
Het orgel

Het eenklaviersorgel in de kerk is waarschijnlijk gebouwd in 1684 voor de Waalse kerk in Kampen. De bouwer is niet bekend. Het werd in 1743 hersteld door A.A. Hinsz. In 1897 werd het geplaatst in de kerk in Bovensmilde.
De kerk is nog steeds in gebruik bij de plaatselijke PKN-gemeente. De pastorie naast de kerk is zelfstandig beschermd als rijksmonument.